# Quararibea cogolloi
Quararibea cogolloi är en malvaväxtart som beskrevs av Fern.Alonso. Quararibea cogolloi ingår i släktet Quararibea och familjen malvaväxter. Inga underarter finns listade i Catalogue of Life.